# العلاقات التشيكية اليونانية
العلاقات التشيكية اليونانية هي العلاقات الثنائية التي تجمع بين التشيك واليونان.

## مقارنة بين البلدين
هذه مقارنة عامة ومرجعية للدولتين:
| وجه المقارنة                                              | التشيك                                                                            | اليونان                                                                             |
| --------------------------------------------------------- | --------------------------------------------------------------------------------- | ----------------------------------------------------------------------------------- |
| المساحة (كم2)                                             | 78.87 ألف                                                                         | 131.96 ألف                                                                          |
| عدد السكان (نسمة)                                         | 10.52 مليون                                                                       | 10.76 مليون                                                                         |
| الكثافة السكانية (ن./كم²)                                 | 133.38                                                                            | 81.54                                                                               |
| العاصمة                                                   | براغ                                                                              | أثينا، نافبليو                                                                      |
| اللغة الرسمية                                             | اللغة التشيكية                                                                    | لغة يونانية، اليونانية الديموطيقية ‏                                                 |
| العملة                                                    | كرونة تشيكية، كرونة تشيكوسلوفاكية                                                 | يورو، دراخما، فينيكس يوناني ‏                                                        |
| الناتج المحلي الإجمالي (بليون دولار)                      | 215.73 مليار                                                                      | 200.29 مليار                                                                        |
| الناتج المحلي الإجمالي (تعادل القوة الشرائية) بليون دولار | 356.15 مليار                                                                      | 285.45 مليار                                                                        |
| الناتج المحلي الإجمالي الاسمي للفرد دولار أمريكي          | 17.55 ألف                                                                         | 18.00 ألف                                                                           |
| الناتج المحلي الإجمالي للفرد دولار أمريكي                 | 31.19 ألف                                                                         | 26.85 ألف                                                                           |
| مؤشر التنمية البشرية                                      | 0.878                                                                             | 0.865                                                                               |
| رمز المكالمات الدولي                                      | +420                                                                              | +30                                                                                 |
| رمز الإنترنت                                              | .cz                                                                               | .gr                                                                                 |
| المنطقة الزمنية                                           | ت ع م+01:00، ت ع م+02:00، توقيت وسط أوروبا، توقيت وسط أوروبا الصيفي، أوروبا/براغ ‏ | توقيت شرق أوروبا، ت ع م+02:00، ت ع م+03:00، توقيت شرق أوروبا الصيفي ‏، أوروبا/أثينا ‏ |

## مدن متوأمة
في ما يلي قائمة باتفاقيات التوأمة بين مدن تشيكية ويونانية:
- ترتبط Krnov [الإنجليزية]‏ مع بيفكي باتفاقية توأمة.
- ترتبط براغ مع أثينا باتفاقية توأمة منذ 1990.
- ترتبط سوشيتسا مع بروزة باتفاقية توأمة.

## منظمات دولية مشتركة
يشترك البلدان في عضوية مجموعة من المنظمات الدولية، منها:
| علم المنظمة | اسم المنظمة                               | تاريخ انضمام التشيك | تاريخ انضمام اليونان |
| ----------- | ----------------------------------------- | ------------------- | -------------------- |
|             | المنظمة الأوروبية لسلامة الملاحة الجوية   | 1996                | 1988                 |
|             | منظمة الشرطة الجنائية الدولية             | ?                   | ?                    |
|             | الاتحاد البريدي العالمي                   | ?                   | ?                    |
|             | حلف شمال الأطلسي                          | 12 مارس 1999        | 18 فبراير 1952       |
|             | منظمة التجارة العالمية                    | ?                   | 1995                 |
|             | منظمة التعاون الاقتصادي والتنمية          | ?                   | 30 سبتمبر 1961       |
|             | الفريق المعني برصد الأرض                  | ?                   | ?                    |
|             | مجموعة الموردين النوويين                  | ?                   | ?                    |
|             | مؤسسة التنمية الدولية                     | 1993                | 9 يناير 1962         |
|             | اتفاقية السماوات المفتوحة                 | ?                   | ?                    |
|             | منظمة الأمن والتعاون في أوروبا            | 1993                | 25 يونيو 1973        |
|             | الوكالة الدولية للطاقة                    | ?                   | ?                    |
|             | مجلس أوروبا                               | ?                   | 9 أغسطس 1949         |
|             | مؤسسة التمويل الدولية                     | 1993                | 26 سبتمبر 1957       |
|             | منظمة حظر الأسلحة الكيميائية              | ?                   | ?                    |
|             | الأمم المتحدة                             | 19 يناير 1993       | 25 أكتوبر 1945       |
|             | الاتحاد الدولي للاتصالات                  | 1993                | 1866                 |
|             | الاتحاد الأوروبي                          | 1 مايو 2004         | 1981                 |
|             | البنك الدولي للإنشاء والتعمير             | 1993                | 27 ديسمبر 1945       |
|             | مجموعة أستراليا                           | 1994                | 1985                 |
|             | المركز الدولي لتسوية المنازعات الاستشارية | 22 أبريل 1993       | 21 مايو 1969         |
|             | وكالة الفضاء الأوروبية                    | ?                   | 9 مارس 2005          |
|             | وكالة ضمان الاستثمار متعدد الأطراف        | 1993                | 30 أغسطس 1993        |
|             | نظام تحكم تكنولوجيا القذائف               | 1998                | 1992                 |
|             | يونسكو                                    | 22 فبراير 1993      | 4 نوفمبر 1946        |

## أعلام
هذه قائمة لبعض الشخصيات التي تربطها علاقات بالبلدين:
- لوكاس فينترا (لاعب كرة قدم يوناني، 5 فبراير 1981[25] – )
- لوكاس مافروكيفاليديس (لاعب كرة سلة يوناني، 25 يوليو 1984[26] – )
- مايكل بابادوبويلوس (لاعب كرة قدم تشيكي، 14 أبريل 1985[27] – )

## وصلات خارجية
- موقع وزارة الخارجية التشيكية
- موقع وزارة الخارجية اليونانية